# Център за изстрелване на сателити Сичан
Центърът за изстрелване на сателити Сичан (китайски: 西昌卫星发射中心, пинин: Xīchāng Weìxīng Fāshè Zhōngxīn) е космодрум на Китайската народна република, разположен на 64 км северозападно от град Сичан в провинцията Съчуан.
Съоръжението се използва от 1984 година насам, като основното му предназначение е да осигурява изстрелвания на мощни ракети и геостацонарни комуникационни и Метеорологични спътници.
През 1996 година в центъра се става фатален инцидент, когато ракета не може да излети успешно от стартовата площадка. Предполага се, че от този център е бил изстреляна ракетата-прехващач, свалила китайския метеорологичен спътник през 2007 година.
Центърът е оборудван с техника за тестване и интеграция на товари. Контролната зала се намира на 7 км югозападно от стартовите площадки. На 24 октомври 2007 година беше изстрелян първият китайски апарат за изследване на Луната точно от този център.